# Witkeelvliegenvanger
De witkeelvliegenvanger (Ficedula superciliaris) is een zangvogel uit de familie van vliegenvangers (Muscicapidae).

## Verspreiding en leefgebied
Deze soort komt voor van oostelijk Afghanistan tot zuidelijk China, centraal India en Zuidoost-Azië en telt 2 ondersoorten:
- Ficedula superciliaris superciliaris: van oostelijk Afghanistan tot de centrale Himalaya.
- Ficedula superciliaris aestigma: van de oostelijke Himalaya tot het zuidelijke deel van Centraal-China.